# Pedrafita (Renau)
El Pedrafita és una muntanya de 186 metres que es troba al municipi de Renau, a la comarca catalana del Tarragonès.

.